# 2014 Vasilevskis
2014 Vasilevskis è un asteroide della fascia principale. Scoperto nel 1973, presenta un'orbita caratterizzata da un semiasse maggiore pari a 2,4021200 UA e da un'eccentricità di 0,2867065, inclinata di 21,37615° rispetto all'eclittica.
L'asteroide è dedicato all'astronomo lettone naturalizzato statunitense Stanislaus Vasilevskis.